# Sandro Simonet
Sandro Simonet (* 5. Juli 1995) ist ein Schweizer Skirennfahrer. Er startet überwiegend in den technischen Disziplinen Slalom und Riesenslalom.

## Biografie
Sandro Simonet stammt aus Tiefencastel und startet für den SC Lenzerheide-Valbella. Sein jüngerer Bruder Livio ist ebenfalls Skirennfahrer.
Im Alter von 15 Jahren bestritt er erste FIS-Rennen. Im Januar 2012 nahm er an den Olympischen Jugend-Winterspielen in Innsbruck teil, wo er seine ersten grossen Erfolge feierte. Nachdem er schon in Super-Kombination und Riesenslalom jeweils die Bronzemedaille gewonnen hatte, sicherte er sich im Slalom mit fast zwei Sekunden Vorsprung auf den Zweitplatzierten Dries Van den Broecke überlegen die Goldmedaille. Im Dezember 2013 debütierte er im Slalom von Pozza di Fassa im Europacup. Bei zwei Juniorenweltmeisterschaften bestritt Simonet jeweils alle Rennen und erreichte als beste Ergebnisse Platz acht in der Abfahrt (Sotschi 2016) und einen neunten Slalomrang (Hafjell 2015). Während er sich zunehmend auf die technischen Disziplinen konzentrierte, feierte er am 23. Februar 2017 in der Kombination von Sarntal seinen ersten Europacup-Sieg.
Am 13. November 2016 gab er im Slalom von Levi sein Weltcup-Debüt und gewann mit Rang 27 auf Anhieb Punkte. Eine zweite Platzierung in den Top 30 gelang ihm mit Platz 25 im Dezember 2017 im Slalom von Madonna di Campiglio, aufgrund des zu hohen Zeitrückstands gewann er jedoch keine Punkte. Gegen Ende der Saison klassierte er sich mit Rang acht im Slalom von Kranjska Gora erstmals unter den besten zehn. Bei den Weltmeisterschaften 2019 gewann er im Mannschaftswettbewerb die Goldmedaille, blieb als Ersatzfahrer jedoch ohne Einsatz.
Am 31. Januar 2021 fuhr Simonet im Slalom von Chamonix als Dritter erstmals auf das Podest eines Weltcuprennens, nachdem er im ersten Lauf noch auf Rang 30 gelegen hatte.

## Erfolge

### Weltmeisterschaften
- Åre 2019: 1. Mannschaftswettbewerb, 26. Alpine Kombination
- Cortina d’Ampezzo 2021: 4. Mannschaftswettbewerb

### Weltcup
- 2 Platzierungen unter den besten zehn in Einzelrennen, davon 1 Podestplatz
- 1 Sieg bei Mannschaftswettbewerben

### Weltcupwertungen
| Saison  | Gesamt | Gesamt | Slalom | Slalom | Kombination | Kombination |
| Saison  | Platz  | Punkte | Platz  | Punkte | Platz       | Punkte      |
| ------- | ------ | ------ | ------ | ------ | ----------- | ----------- |
| 2016/17 | 156.   | 2      | 60.    | 2      | -           | -           |
| 2017/18 | 105.   | 32     | 35.    | 32     | -           | -           |
| 2018/19 | 83.    | 69     | 36.    | 45     | 19.         | 24          |
| 2019/20 | 102.   | 48     | 36.    | 48     | –           | –           |
| 2020/21 | 79.    | 80     | 28.    | 80     | –           | –           |
| 2021/22 | 124.   | 10     | 51.    | 10     | –           | –           |
| 2022/23 | 115.   | 31     | 37.    | 31     | –           | –           |

### Europacup
- Saison 2016/17: 4. Kombinationswertung
- 4 Podestplätze, davon 2 Siege:

| Datum             | Ort     | Land     | Disziplin   |
| ----------------- | ------- | -------- | ----------- |
| 23. Februar 2017  | Sarntal | Italien  | Kombination |
| 29. November 2018 | Levi    | Finnland | Slalom      |

### Juniorenweltmeisterschaften
- Hafjell 2015: 9. Slalom, 20. Kombination, 31. Abfahrt, 38. Super-G
- Sotschi 2016: 8. Abfahrt, 15. Riesenslalom, 16. Super-G

### Weitere Erfolge
- Olympische Jugend-Winterspiele 2012: Gold im Slalom sowie Bronze in Riesenslalom und Super-Kombination
- 3 Schweizer Meistertitel (Kombination 2018, 2019 und 2021)
- 13 Siege in FIS-Rennen